# Congrès mondial contre la peine de mort
 (février 2015).
Si vous disposez d'ouvrages ou d'articles de référence ou si vous connaissez des sites web de qualité traitant du thème abordé ici, merci de compléter l'article en donnant les références utiles à sa vérifiabilité et en les liant à la section « Notes et références ».
Le Congrès mondial contre la peine de mort, organisé par l'association française Ensemble contre la peine de mort (ECPM), a pour but de réunir les abolitionnistes du monde entier, de dresser un bilan sur l'état de la peine capitale dans le monde et de débattre sur les meilleurs moyens pour l'abolir.

## Le premier Congrès mondial
Le premier Congrès mondial contre la peine de mort s'est déroulé du 21 au 23 juin 2001 à Strasbourg, à l'initiative de l'organisation ECPM.
Ce premier Congrès a permis donc d'une part de faire le bilan sur le peine de mort dans le monde :
- En 2001, 109 pays sur 195 ont aboli, en droit ou en fait (en appliquant des moratoires) la peine de mort.
- En 1999, selon Amnesty International, 64 pays ont prononcé au total 3 857 condamnations à mort et 1 813 prisonniers ont été exécutés dans 31 pays. Mais l'organisation estime que ces chiffres sont inférieurs à la réalité.
- En 2000, toujours selon Amnesty International, 1 457 prisonniers ont été exécutés dans 28 pays, dont un millier en Chine, 85 aux États-Unis, 75 en Iran et 63 en Arabie saoudite.
- De janvier à juin 2001, selon l'organisation Hands off Caïn, le nombre d'exécutions serait en hausse pour atteindre 1 290 exécutions, dont plus de 1 100 en Chine.

Les meilleurs moyens pour abolir la peine capitale ont également été débattus :
- Les abolitionnistes du monde entier sont partagés sur les moyens à employer. Aux États-Unis, ils pratiquent une guerre d'usure, de manière à prouver que cette peine ne tolère pas l'erreur. Et que des erreurs sont commises. Leur combat commence à porter ses fruits. Les abolitionnistes européens préfèrent mettre en avant la raison morale que dicte l'abolition.
- Les États-Unis étaient donc au centre des débats. Les dirigeants américains se revendiquent comme étant les premiers défenseurs des droits de l'homme. Et le fait que la peine de mort y soit toujours appliquée constitue un blanc-seing pour de nombreux États. Faire abolir la peine de mort aux États-Unis permettrait très certainement de pousser de nombreux pays à le faire également.

## Le2eCongrès mondial
Le 2e Congrès mondial contre la peine de mort, organisé par ECPM en partenariat avec Penal Reform International (PRI), s'est déroulé du 6 au 9 octobre 2004 à Montréal. Le Congrès a rassemblé diplomates, ONG, journalistes et citoyens de 64 pays. Ce Congrès, axé notamment sur les États-Unis à l'aube de l'élection présidentielle américaine, a porté sur le développement d'approches régionales et sur les problématiques de politique pénale.

## Le3eCongrès mondial
Organisé par ECPM, le 3e Congrès mondial s'est tenu à Paris du 1er au 3 février 2007. Placé sous les hauts patronages de Jacques Chirac et d'Angela Merkel, le 3e Congrès mondial a accueilli plus de 1000 participants et 150 intervenants. Le Congrès mondial a été marqué par une déclaration officielle de l'Union européenne, des messages solennels du Pape Benoit XVI, du Dalaï Lama, des interventions inédites d'abolitionnistes chinois, de représentants d'États qui conservent la peine de mort comme le Maroc ou le Bénin. Les travaux ont notamment porté sur la Chine dans la perspective des Jeux olympiques de Pékin en 2008 et sur les perspectives abolitionnistes en Afrique du Nord et au Moyen-Orient.

## Le4eCongrès mondial
Le 4e Congrès mondial contre la peine de mort, organisé par ECPM avec le parrainage de la Confédération suisse et en partenariat avec la Coalition mondiale contre la peine de mort, s'est déroulé à Genève du 24 au 26 février 2010. Au-delà de hautes personnalités du monde politique comme de la société civile, tels que José Luis Zapatero, Robert Badinter, Navanethem Pillay, Micheline Calmy-Rey, Abdou Diouf et bien d'autres sont intervenus sur la question, auprès de plus de 1300 personnes du monde entier, réunis pour trois jours de programmation qui déclinaient la question de la peine de mort sous ses aspects tant scientifiques que culturels. De l'ouverture au palais des Nations à la manifestation de clôture en face de l'ONU, le 4e Congrès mondial était tourné vers les organisations internationales avec pour objectif affiché de développer les liens entre la société civile et les organisations intergouvernementales. ECPM, pour ce 4e opus, a par ailleurs soutenu l'implication et aidé à promouvoir le travail des acteurs des pays rétentionnistes dits "du Sud", en finançant la venue de plus de cent congressistes œuvrant pour l'abolition de la peine de mort dans leurs pays.

## Le 5e Congrès mondial
La 5e édition du Congrès mondial contre la peine de mort s'est tenue à Madrid, du 12 au 15 juin 2013.

## Le6eCongrès mondial
Le 6e Congrès mondial contre la peine de mort est organisé du 21 au 23 juin 2016 à Oslo, coordonné par Antonio Stango,,,,.

## Le 7e congrès mondial[7]
Le 7e congrès mondial contre la peine de mort a été organisé par ECPM et s'est tenu à Bruxelles du 26 février au 1er mars 2019. Il rassemblait plusieurs personnalités politiques de 1er plan : 
- Pavel Telička, vice-président du Parlement européen
- Federica Mogherini, haute-représentante de l'Union européenne pour les Affaires étrangères et la Politique de sécurité
- Didier Reynders, vice-premier ministre et ministre des Affaires étrangères et européennes, Royaume de Belgique
- Pascale Baeriswyl, secrétaire d'État aux Affaires étrangères, Confédération suisse
- Audun Halvorsen, secrétaire d’État aux Affaires étrangères, Royaume de Norvège

Ainsi que plusieurs témoins militant pour l'abolition :
- Sandrine Ageorges-Skinner, épouse d'Hank Skinner condamné à mort au Texas
- Suzana Norlihan Alias, sœur de Zulkarnain bin Alias condamné à mort en Indonésie
- Arthur Judah Angel, ancien condamné à mort au Nigeria
- Sabine Atlaoui, épouse de Serge Atlaoui condamné à mort en Indonésie
- Antoinette Chahine, ancienne condamnée à mort au Liban
- Chang Hsing-Tse, ancien condamné à mort à Taïwan
- Geneviève Donadini, jurée d'assise au procès Ranucci en France
- Jerry Givens, ancien bourreau devenu militant abolitionniste aux États-Unis
- Ahmed Haou, ancien condamné à mort au Maroc
- Hsu Tzu-Chiang, ancien condamné à mort à Taïwan
- Susan Kigoula, ancienne condamnée à mort en Ouganda
- Joaquin Martinez, ancien condamné à mort en Espagne
- Vida Mehannia, épouse d'Ahmadreza Djalali [9]condamné à mort en Iran
- Ndume Olatushani, ancien condamné à mort aux Etats-Unis
- Pete Ouko, ancien condamné à mort au Kenya
- Marie Pelenc, correspondante d'Antoinette Chahine

Le 7e congrès s'est articulé autour de deux plénières : 
- Le secteur privé et la peine de mort
- Stratégies vers l’abolition : défis et opportunités en Afrique subsaharienne